# Тором (метеостанция)
Тором — упразднённая метеостанция (тип населённого пункта) в Тугуро-Чумиканском районе Хабаровского края. На момент упразднения входила в состав Торомской сельской администрации. Упразднена в 2000 году.

## География
Метеостанция находится на правом берегу реки Куни ниже впадения в неё реки Ясмал, на расстоянии 52 км к югу от села Тором.

## История
Исключена из учётных данных постановлением думы Хабаровского края от 26.04.2000 года № 855.